# Evangelische Kirche (Gonzenheim)

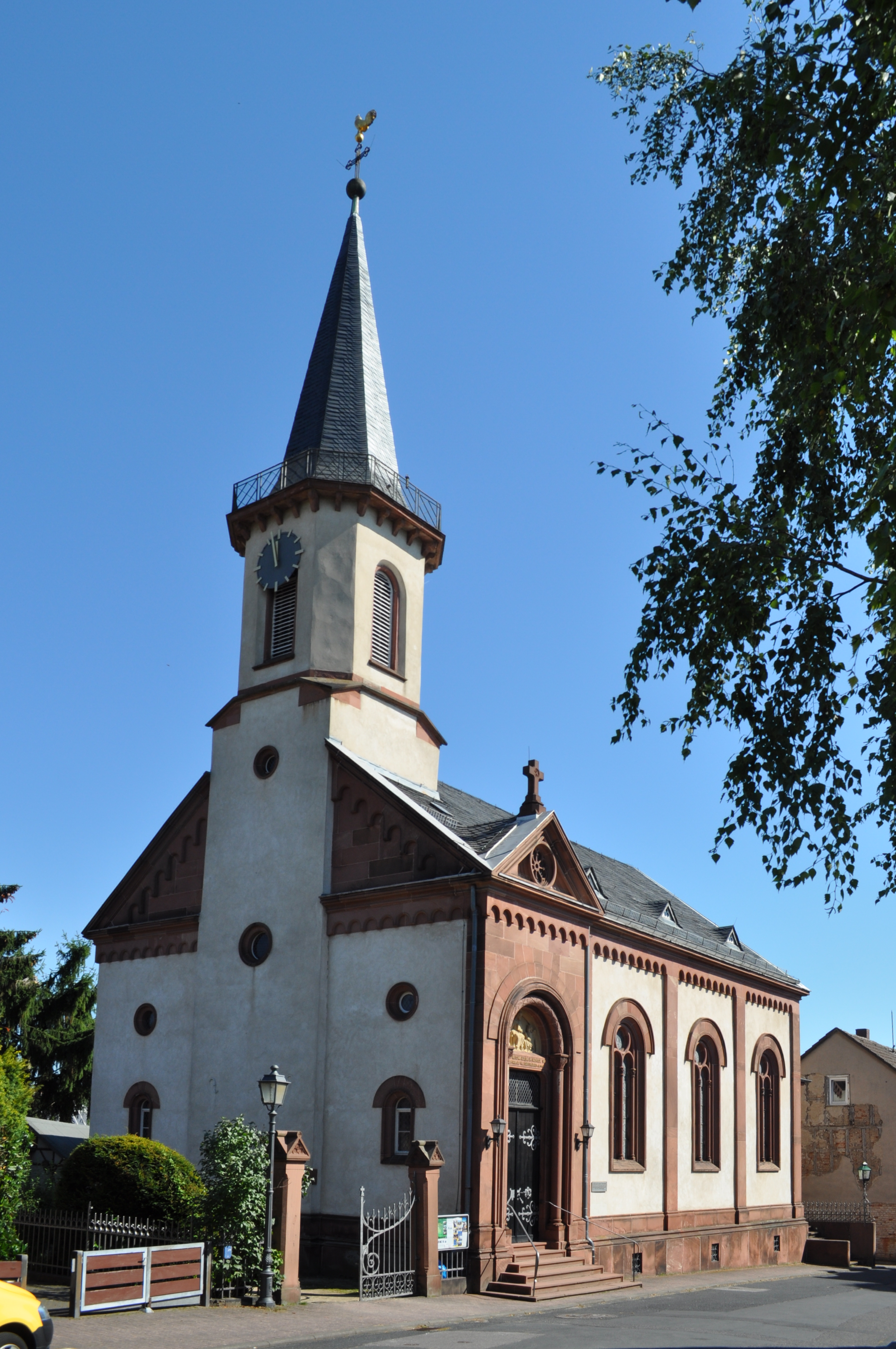
Evangelische Kirche Gonzenheim

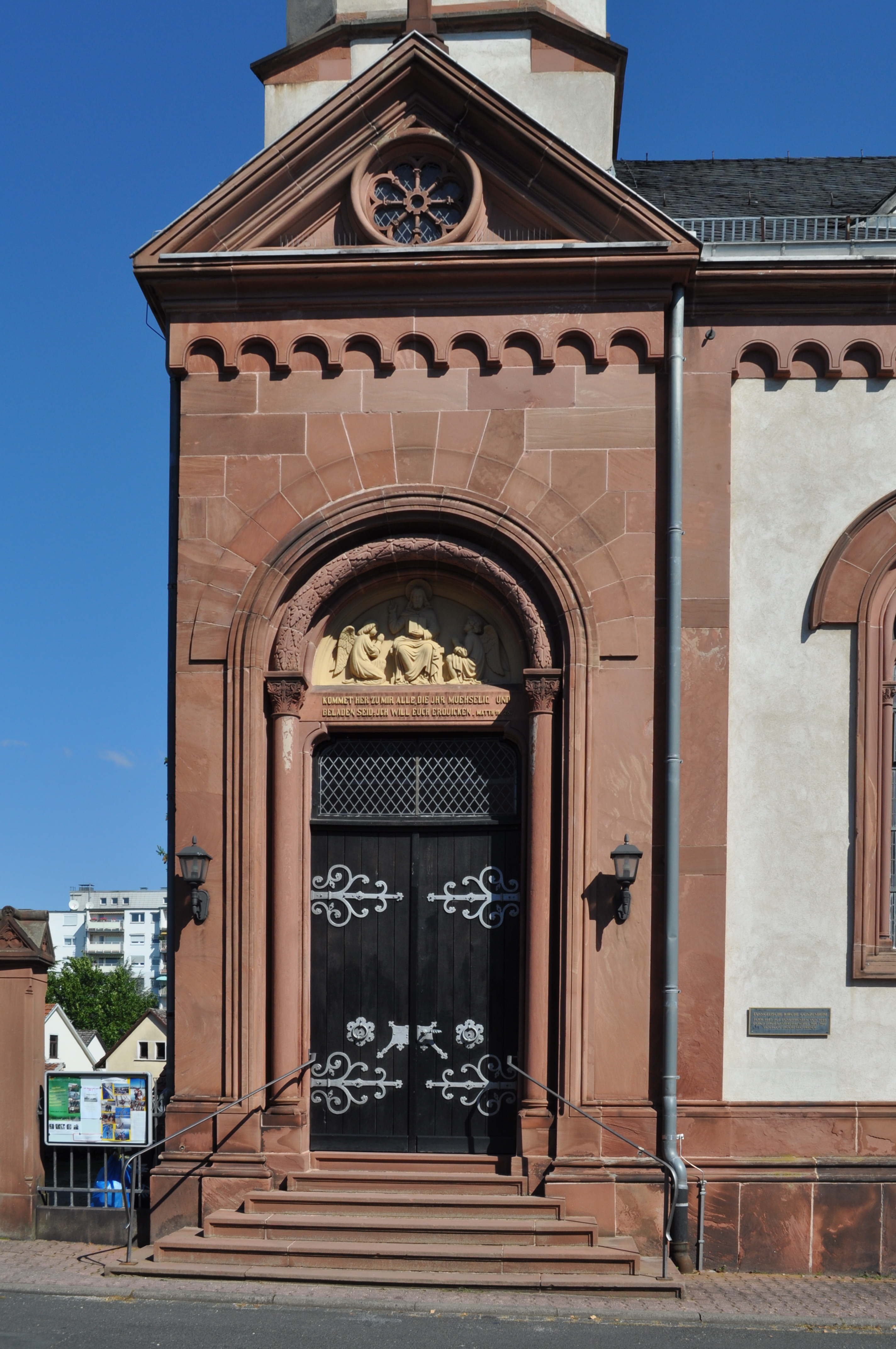
Eingangstür

Die evangelische Kirche im Stadtteil Gonzenheim von Bad Homburg vor der Höhe ist ein Kirchengebäude im Hochtaunuskreis.

## Geschichte
1447 wurde ein Pfarrer in Gonzenheim erwähnt, woraus zu schließen ist, dass eine Kirche vorhanden war. Allerdings lässt sich dies anhand von Dokumenten nicht nachweisen. Sicher ist, dass 1570 an der gleichen Stelle wie heute ein Kirchenbau stand, der mehrfach erweitert bzw. umgebaut wurde. 1686 wurde ein neuer Kirchturm mit Barockhaube gebaut, in den im März 1687 auch zwei Glocken gehängt wurden.
Im Jahre 1838 bereitete der Zustand des Turmes  Sorgen, die Kirche selbst war eng und niedrig, der Turm baufällig, doch die finanzielle Lage der Gemeinde war schlecht. Pfarrer Rühl schrieb mehrere Bittbriefe, doch trotz  Spenden reichten die Mittel für einen Kirchenneubau nicht. 1845 war nur die Finanzierung des Turmbaues gesichert. Nach Plänen des Bauinspektors Jakob Westerfeld wurde 1845 der Turm so gestaltet, dass 1876 nach Plänen des Baurates Louis Jacobi an den Turm ein neues Kirchenschiff gebaut werden konnte. Westerfeld oblag zuvor die Bauleitung der evangelischen Kirche in Friedrichsdorf (1834–1837), deren Turm dem Gonzenheimer stark ähnelt.
In den 1930er Jahren wurde das Innere der Kirche dem Geschmack der Zeit angepasst. Die Decken- und Wandmalereien von 1876 verschwanden. Die Kirche wurde weiß angelegt, Fenster und Türen erhielten schwarze Randstreifen und an der oberen Kante der Wände waren Spruchbänder zu lesen. Die farbig gestaltete Kassettendecke wurde übermalt und verschwand unter einer rot-braunen Farbschicht. Auch die ornamentale Ausmalung der Lisenen wurde überstrichen. Die Empore wurde erweitert und die Kanzel wechselte die Seite. Altar und Chorraum erhielten eine rote Marmorverkleidung. An der Seite, wo früher die Kanzel war, entstand ein großes Bild Johannes des Täufers.
Mit der Innenrenovierung 1977 erhielt die Kirche wieder eine helle freundliche Farbe. Die Marmorverkleidung an den Wänden und im Altarraum wurden entfernt.
Die heutige Innenausmalung der Kirche geht auf eine Renovierung im Jahre 2001 zurück. Dabei legten die Restauratoren die ursprüngliche Farbgebung aus dem 19. Jahrhundert zugrunde. Die weißen Balken der klassizistisch angelegten Kassettendecke sind mit einer aufwändigen Schablonenmalerei in den Farben Grün, Rot und Gelb verziert. Das Innere der Kassetten erstrahlt in einem leuchtenden Blau. Die Lisenen, ursprünglich mit Schablonenmalerei verziert, sind heute in einheitliches helles Gelb gefasst und mit einem blauen Beistrich versehen, der das ehemalige Ornamentband nur andeutet. Der Betrachter kann links neben der Kanzel freigelegte Reste der ehemaligen floralen Ausmalung entdecken. Auch das Gewölbe des Chorraumes ziert die blaue Farbe. Kanzel und Bänke, fachgerecht aufgearbeitet, fügen sich durch die honigfarbene naturbelassene Eiche ausgezeichnet in das neue farbliche Umfeld ein.

## Gemeindeleben
Die evangelische Kirchengemeinde Gonzenheim im Dekanat Hochtaunus der Propstei Rhein-Main der Evangelischen Kirche in Hessen und Nassau hat anderthalb Pfarrstellen, auf die etwa dreitausend Gemeindeglieder kommen. Es gibt einen Förderverein, der die Aktivitäten der Gemeinde  unterstützt, zu denen neben Vortragsveranstaltungen auch die  Jugendarbeit des Pfadfinderbundes Kreuzfahrer gehört.